# Jourdain Guibelet
Jourdain Guibelet fue un médico normando. Se supone que nació en Évreux, donde ejerció desde finales del siglo XVI, y que murió a mediados del siglo siguiente. Se le recuerda por un trabajo sobre la melancolía.

## Trayectoria
No se conocen las fechas inicial y final de la vida de este médico, que murió a mediados del siglo XVII; así que hoy se valora ésta, aproximadamente, con los años de publicación de sus libros.
Por sus contactos, los que nos son conocidos, debió de estudiar en París; y parece que llegó a ser nombrado médico del rey. En 1603, en su ciudad natal de Normandía, se editó Trois discours philosophiques, que contenía tres textos: "De la comparaison de l’homme avec le monde", "Du principe de la génération de l'homme" y "De l'humeur mélancolique", del que interesa especialmente el tercero. El volumen tiene, pues un ensayo sobre el microcosmos humano (en su relación con el macrocosmos); otro con consideraciones sobre la reproducción en los humanos; y, al fin, Del humor melancólico, el texto notable que más se conoce.
Del humor melancólico es una reflexión muy erudita sobre los humores y que incluye un debate con la idea de adivinación, que se asociaba al genio melancólico; todo el texto está lleno de referencias filosóficas y citas clásicas.
Sobre su trabajo intelectual queda la referencia ya tardía de otro volumen publicado en 1631: su Examen de l’Examen des esprits. Casi treinta años después del anterior, apareció este libro donde polemiza, como deja entrever el título, con el Examen de ingenios para las ciencias de Huarte de San Juan.
Poco estudiado y nunca reeditado, se ha traducido en España por la AEN Del humor melancólico en 2011, unido al texto tan conocido de otro André Du Laurens. Estos dos, junto con Jacques Ferrand, son los tres autores de contribuciones a la melancolía en francés, durante la época dorada de esta indagación sobre la tristeza o depresión (en lenguaje actual).
Su apellido, Guibelet, no aparece en la gran enciclopedia melancólica inglesa Anatomía de la Melancolía de Robert Burton, acaso por su difusión solo desde la provincia francesa. Pero, dado su interés, debe situárasele entre los textos notables, dedicados a la tristeza, que se publicaron entre finales del siglo XVI y principios del siglo XVII.

## Obra
- Trois discours philosophiques, Évreux, 1603, que incluye Del humor melancólico
- Examen de l'Examen des esprits, París, 1631